# Katajanokka
Katajanokka (toponyme finnois signifiant Pointe aux Genévriers, nom suédois : Skatudden, souvent abrégé en Skatta par les suédophones d'Helsinki) est un quartier du centre d'Helsinki, capitale de la Finlande.

## Géographie

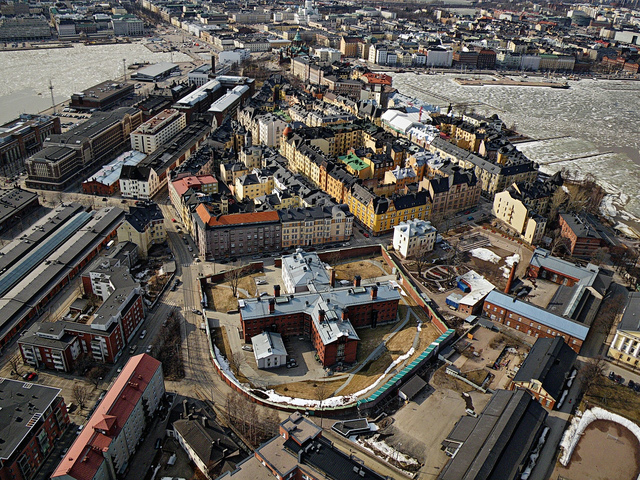
Vue aérienne de Katajanokka

Depuis le creusement du canal de Katajanokka le quartier est une île accessible par un pont depuis Kruununhaka, Katajanokka héberge environ 4 000 habitants.
La célèbre cathédrale Uspenski domine l'île depuis une petite colline.
Katajanokka se trouve au centre des ports des lignes de ferries desservant Stockholm, Mariehamn, Tallinn et Rostock.
Ses quais portent les terminaux de la Viking Line (pour la Suède et les îles d'Åland) et Kanava (Canal), pour la Nordic JetLine et plusieurs compagnies de croisière.
Katajanokka a une superficie de 0,57 km2, sa population s'élève à 4 375 habitants(1.1.2010) et il offre 5 793 emplois (31.12.2008).

## Histoire

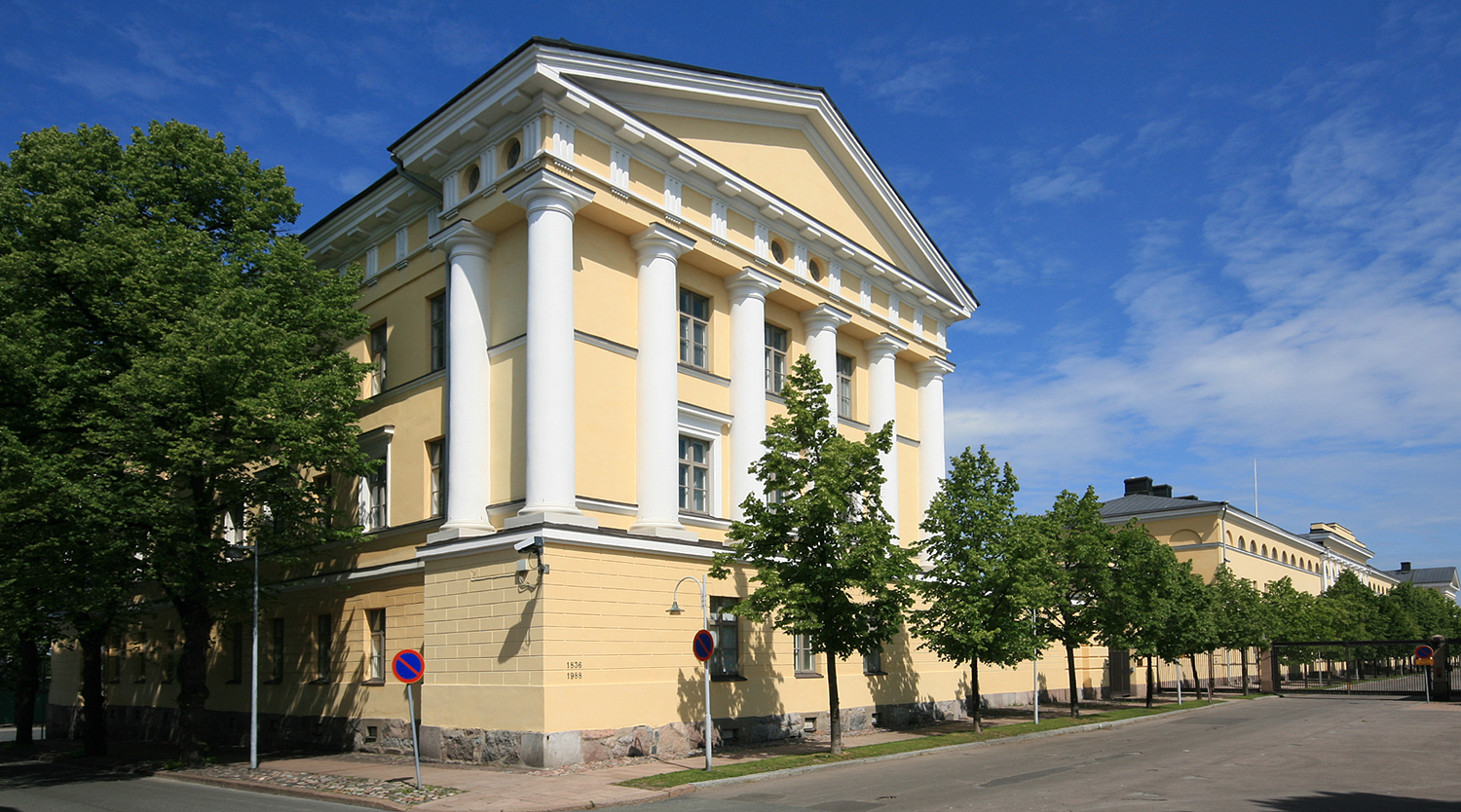
Les casernes de la Marine à Katajanokka.

Entre les deux guerres mondiales, Katajanokka était le point de départ d'hydravions de la compagnie estonienne Aeronaut AS, puis de la compagnie suédoise AB Aerotransport (devenue ensuite Scandinavian Air Express, intégrée ultérieurement dans la SAS) à destination, respectivement, de Tallinn et Stockholm. En hiver, les Junkers F 13 échangeaient leurs flotteurs contre des skis pour continuer d'assurer les liaisons.

## Architecture
Katajanokka abrite de nombreux bâtiments historiques comme l'ancienne prison « Nokka », la cathédrale Ouspenski, le casino de Katajanokka, l'ancien port, le siège social d'Enso-Gutzeit et celui de Kesko, le ministère des Affaires étrangères et le terminal maritime de Katajanokka.

### Construction de style Art nouveau à Katajanokka
| Nom / Adresse            | Architecte                                           | Année          | Réf.  |
| ------------------------ | ---------------------------------------------------- | -------------- | ----- |
| Aeolus                   | Selim Arvid Lindqvist                                | 1903           | [ 2 ] |
| Tallberg Luotsikatu 1    | Gesellius-Lindgren-Saarinen                          | 1898           |       |
| Alanko Linnankatu 2      |                                                      | 1906           |       |
| Bellona                  | F. Oskar Helenius                                    | 1908           |       |
| Eol                      | Gesellius-Lindgren-Saarinen                          | 1903           | [ 2 ] |
| Fridborg                 | Gustaf Estlander                                     | 1904           |       |
| Helsingfors Borg         | Albert Nyberg                                        | 1904           |       |
| Högborg Luotsikatu 11    | Vilho Lekman                                         | 1904           |       |
| Kataja                   | Usko Nyström Petrelius & Penttilä                    | 1902           |       |
| Katajaniemi              | Juho Rinne                                           | 1908 1912      |       |
| Katajisto                | Edvard Löppönen                                      | 1908           |       |
| Klinten As Luotsikatu 13 | K.Th. Nyberg Bruno Ferdinand Granholm                | 1904           | [ 3 ] |
| Koitto                   | Oscar Bomanson Bertel Jung                           | 1904           |       |
| Kolmio                   | Kauno Kallio Emil Werner von Essen                   | 1904           |       |
| Kontio                   | Waldemar Wilenius                                    | 1898           |       |
| Laivastokontu            | Emil Werner von Essen Kauno Kallio Emanuel Ikäläinen | 1910           |       |
| Liezen                   | Georg Wasastjerna Karl Werner Polón                  | 1903 1905 1910 |       |
| Linna                    | Emil Werner von Essen Kauno Kallio Emanuel Ikäläinen | 1906           |       |
| Louhi                    | Emanuel Ikäläinen                                    | 1902           |       |
| Luotsiola                | Vilho Penttilä                                       | 1911           |       |
| Norma                    | Emil Werner von Essen Kauno Kallio Emanuel Ikäläinen | 1904           |       |
| Oihonna                  | Albert Nyberg                                        | 1905           |       |
| Olofsborg                | Gesellius-Lindgren-Saarinen                          | 1903           | [ 2 ] |
| Panu                     | Georg Wasastjerna Karl Werner Polón                  | 1903           |       |
| Semafor                  | Bruno Granholm                                       | 1903           |       |
| Suomela                  | Kauno Kallio Emil Werner von Essen                   | 1906           |       |
| Tallberg                 | Gesellius-Lindgren-Saarinen                          | 1897           |       |
| Tuki                     | Heikki Kaartinen                                     | 1903           |       |
| Turso                    | David Koponen                                        | 1907           |       |
| Wellamo                  | Selim A. Lindqvist                                   | 1904           |       |

## Galerie de photographies du quartier

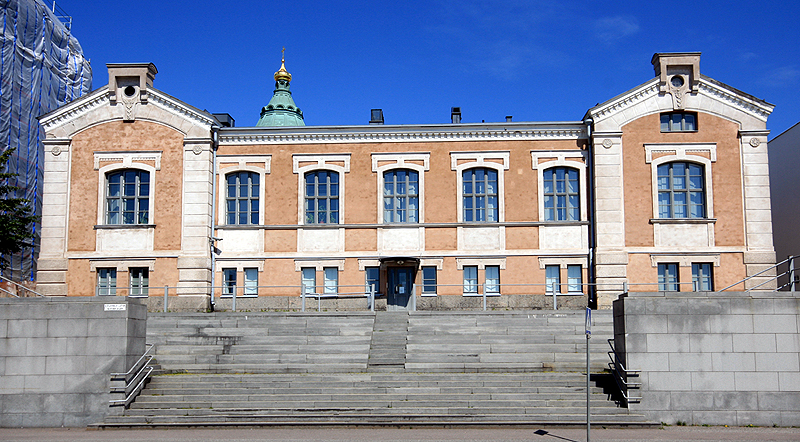
Agence finlandaise de développement, 4a, rue Kanavakatu.
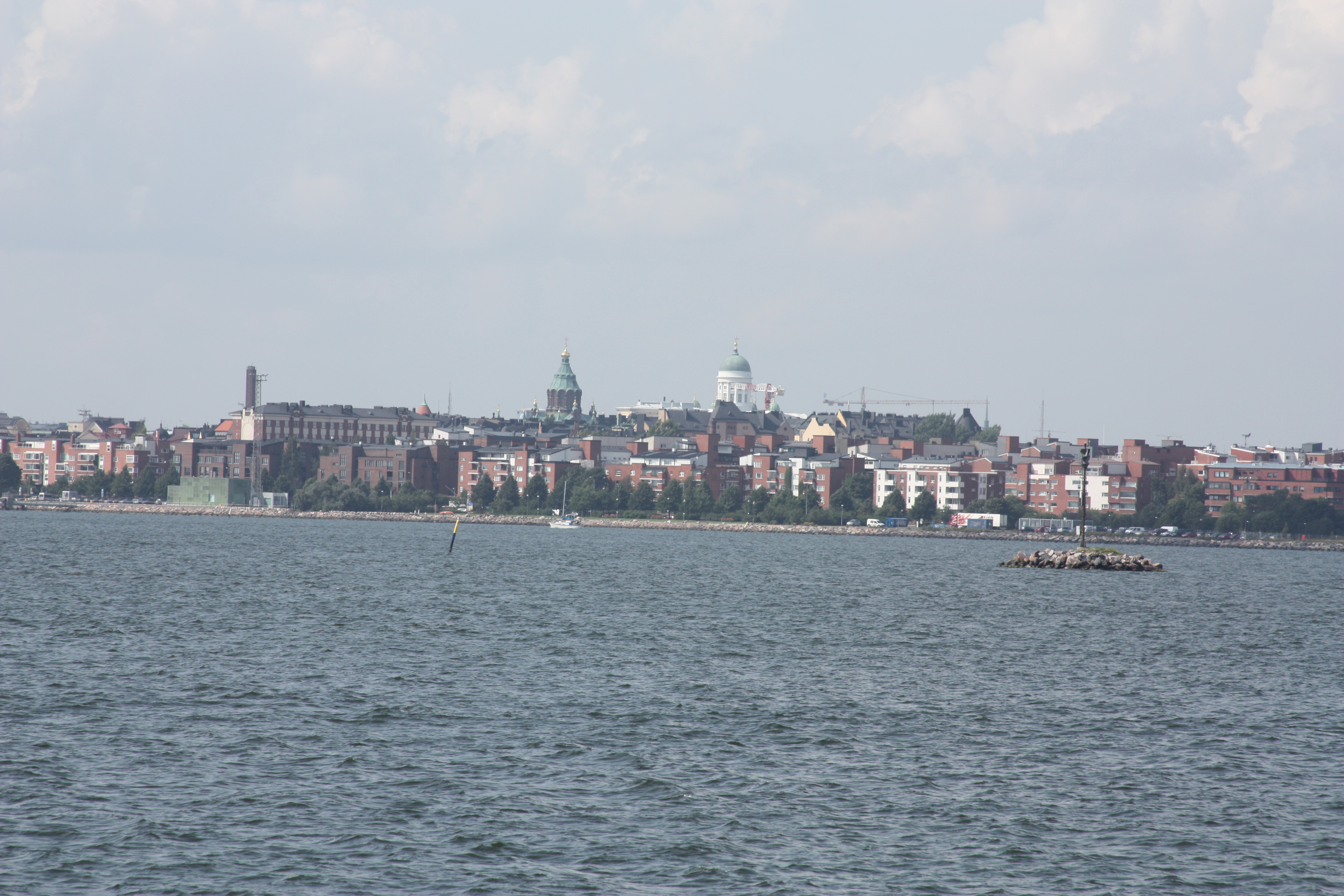
Katajanokka vu de la Mer.
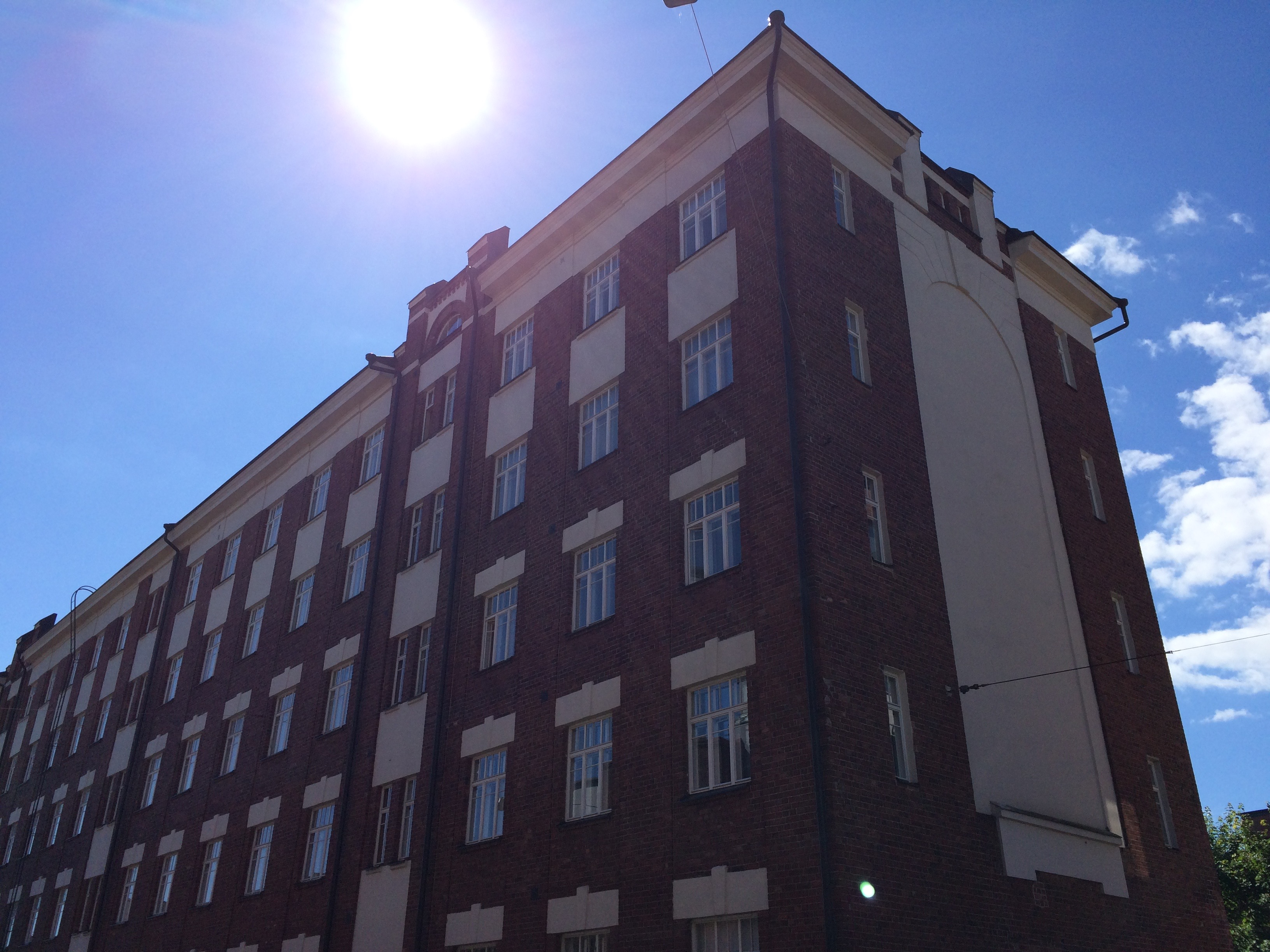
Lutikkalinna.
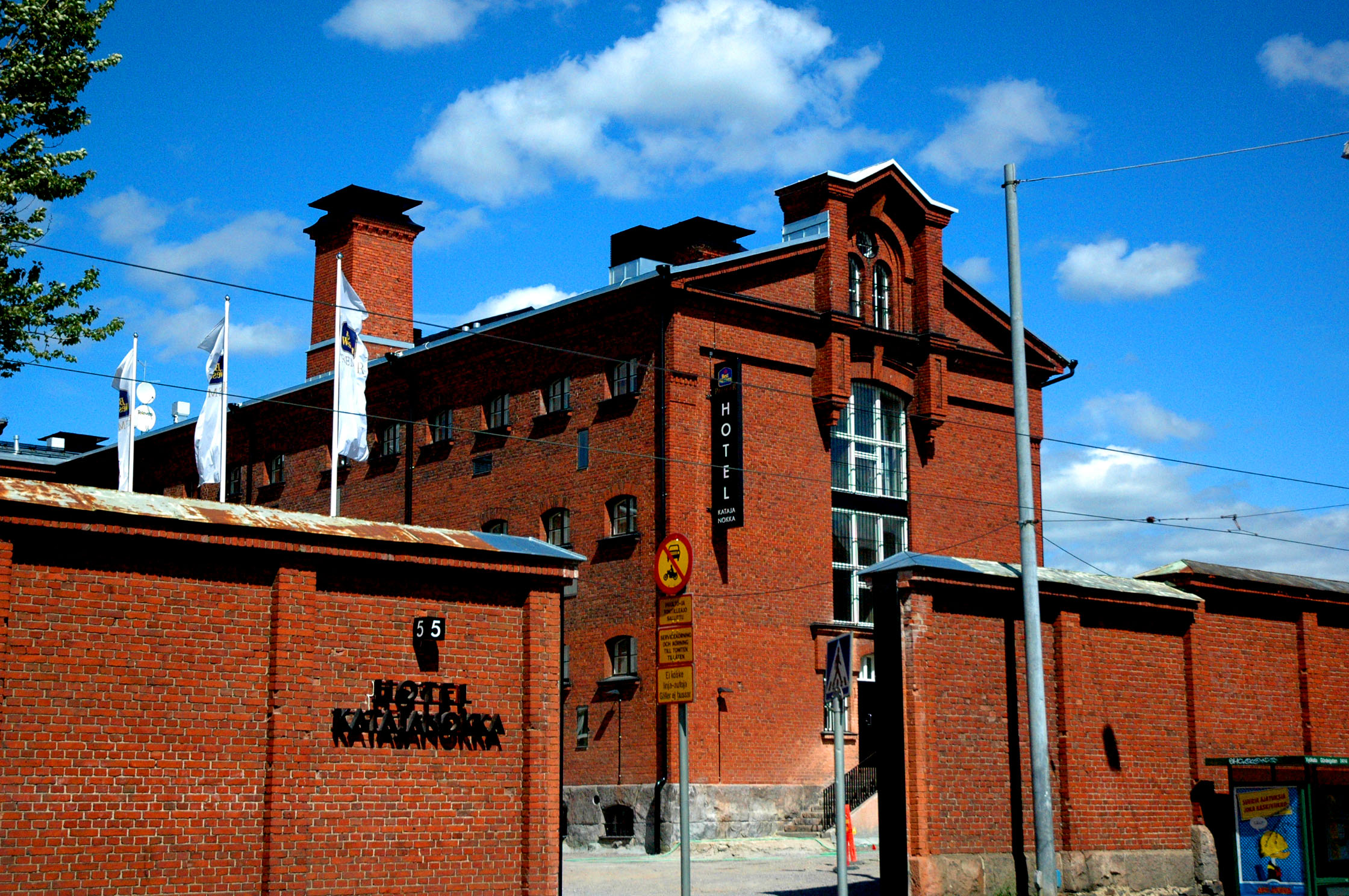
L'hôtel Katajanokka.
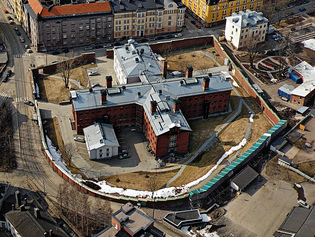
Vue aérienne de la prison de Katajanokka.
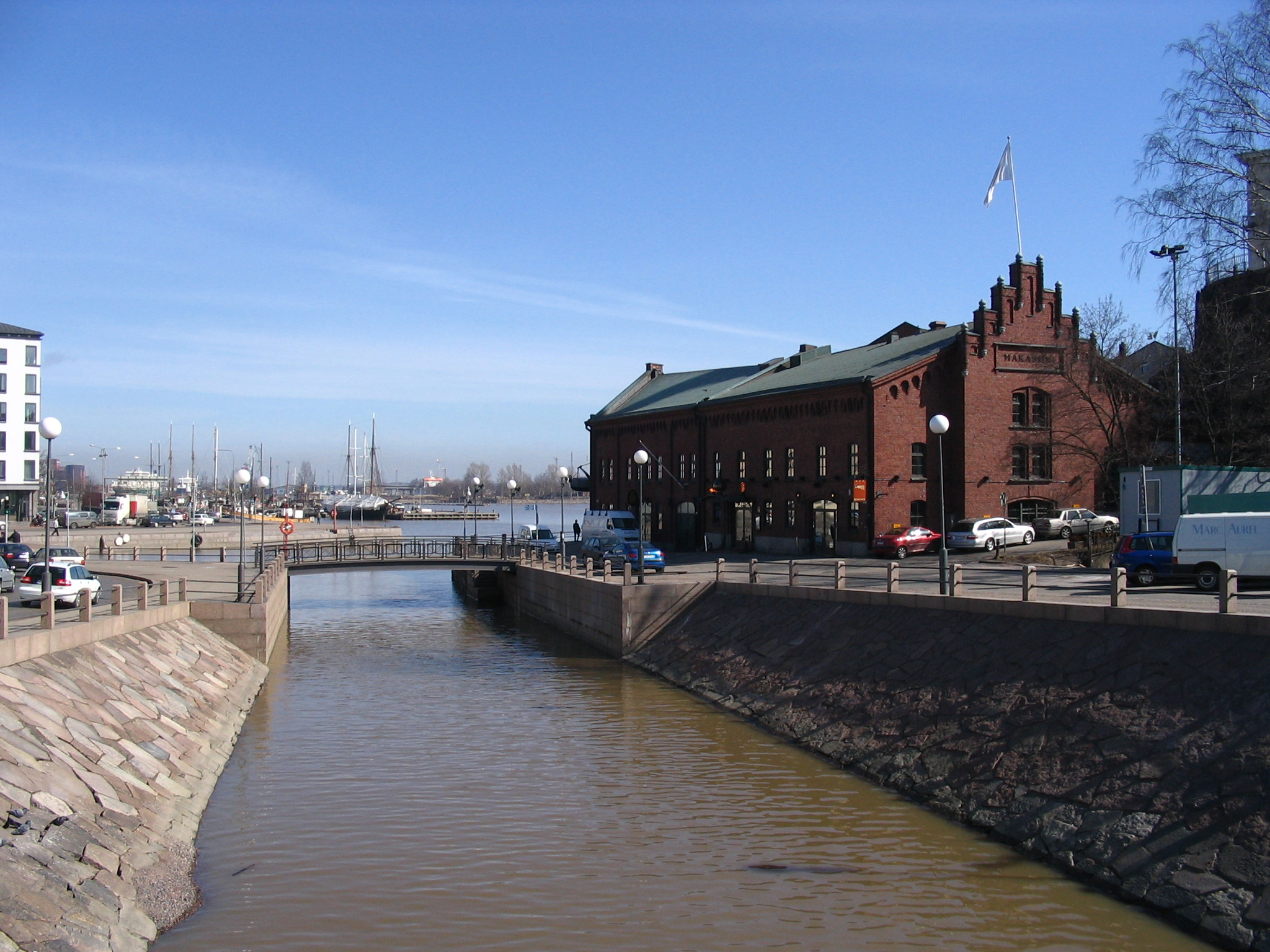
Le canal de Katajanokka.
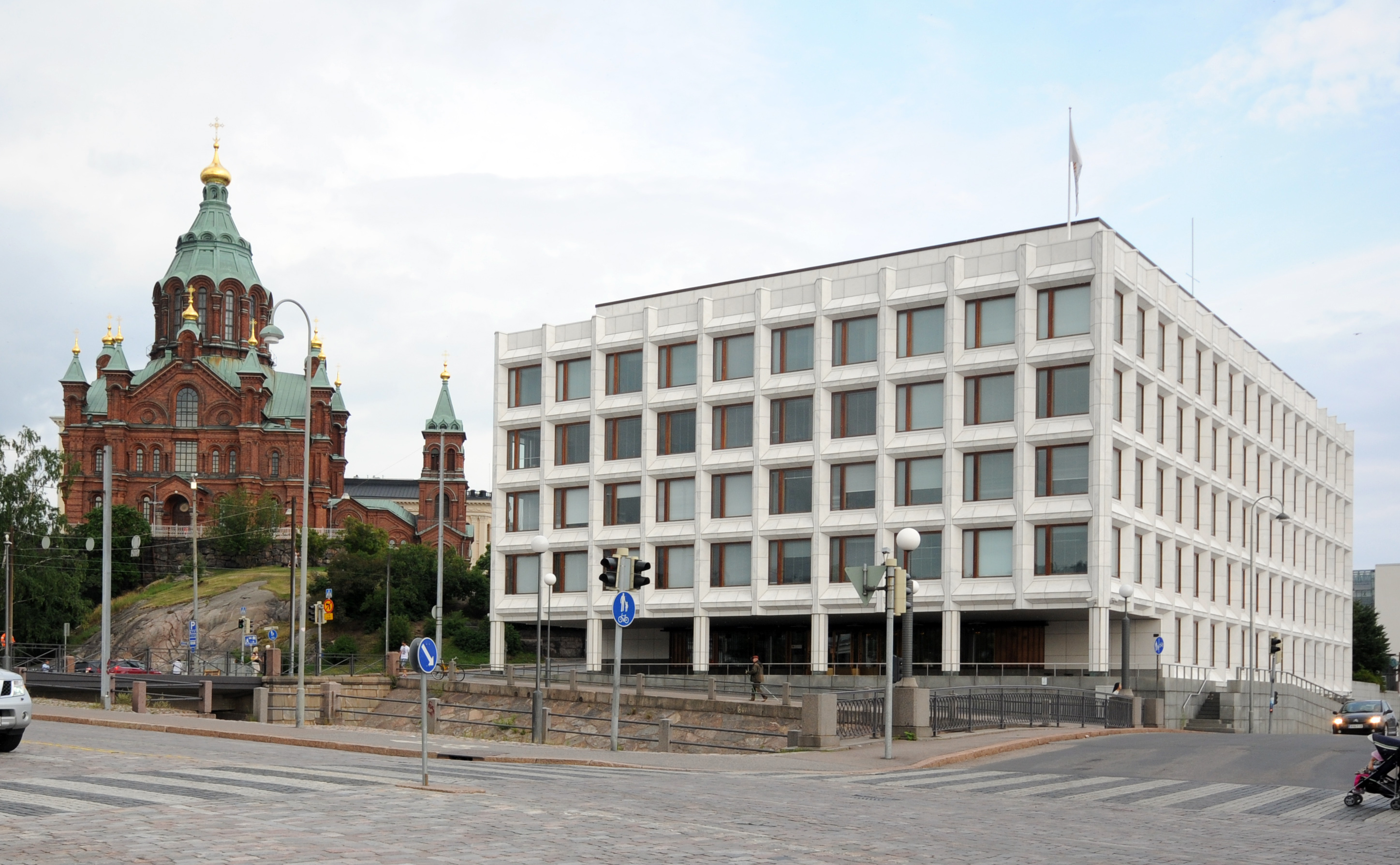
Le siège social d'Enso-Gutzeit.
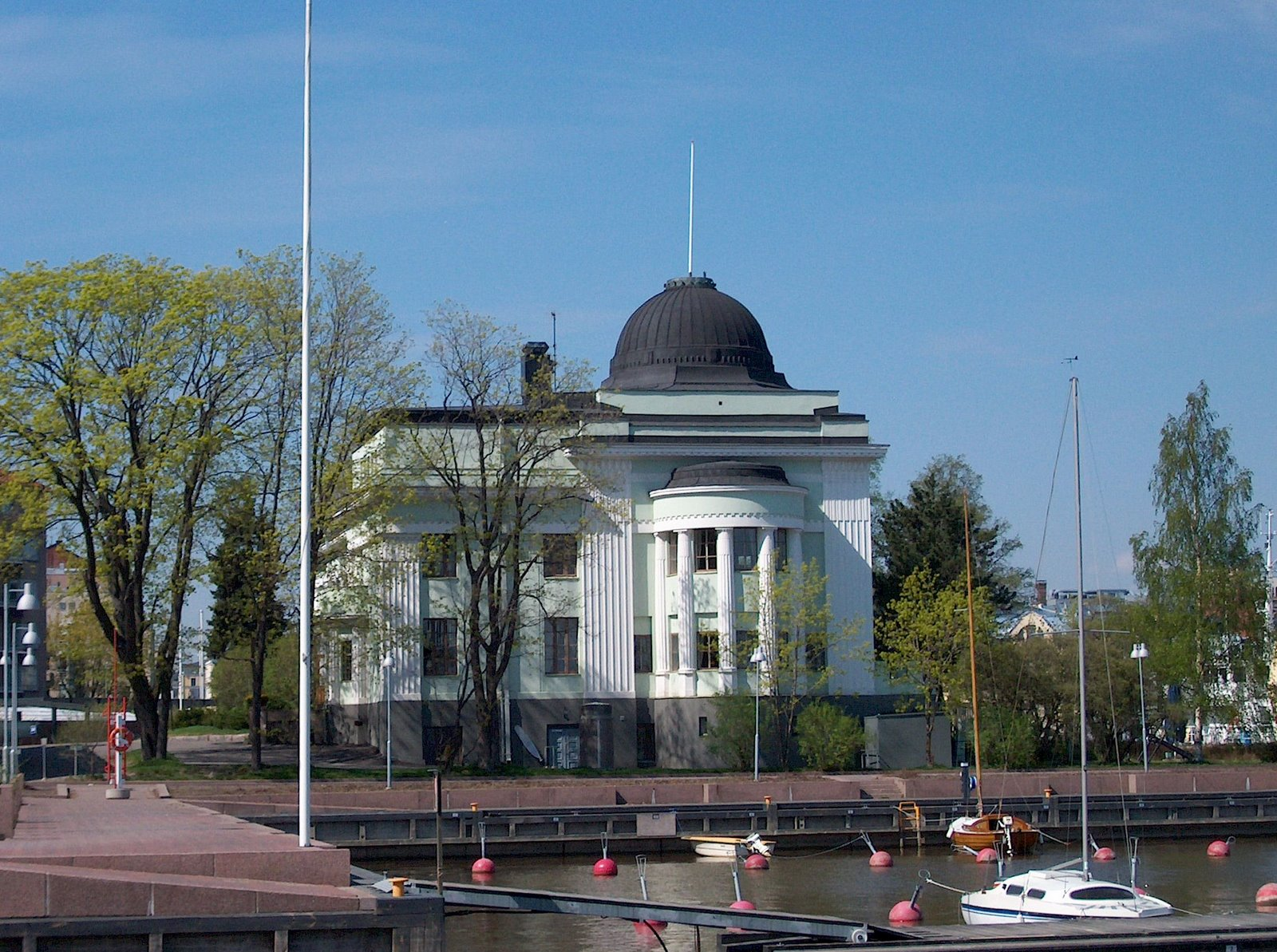
Le casino de Katajanokka.